# Abdullah Tariki
Abdullah Tariki né le 19 mars 1919 et décédé le 7 septembre 1997 (en arabe : عبدالله الطريقي), également connu sous l'orthographe alternative de son nom de famille comme al-Turayqi et surnommé le Cheikh rouge, était un homme politique et un fonctionnaire du gouvernement saoudien. Il fut le premier à occuper la fonction de ministre du pétrole d'Arabie saoudite, nommé par le roi Saoud, et a été cofondateur de l'Organisation des pays exportateurs de pétrole (OPEP).
L'historien Eugene Rogan l'a qualifié de « l'un des premiers experts arabes du pétrole ». En avril 1959, le magazine Time l'a décrit comme « le porte-parole incontesté de la nouvelle génération d'experts arabes du pétrole ».

## Biographie
Tariki est né le 19 mars 1919 à Zulfi dans la province du Najd. Son père était un citadin Najdi et un propriétaire de chameaux qui organisait des caravanes entre l'Arabie saoudite et le Koweït. Sa mère était bédouine. L'un des amis d'enfance de Tariki était Mustafa Wahba, fils de Hafiz Wahba et fondateur et secrétaire général de longue date du Parti communiste d'Arabie saoudite.
Tariki a effectué sa scolarité au Koweït, en Inde et au Caire. Au total, il a passé douze ans à étudier en Égypte. Il a obtenu une licence en géologie et en chimie de l'université du Caire en 1944. Il est diplômé de l'université du Texas en 1947, obtenant une maîtrise en ingénierie pétrolière et en géologie,. Il a également été formé au sein de la Texas Oil Company après avoir obtenu son diplôme avant de retourner en Arabie saoudite,.

## Carrière et activités
Après avoir obtenu son diplôme, Tariki a été employé comme géologue pour la Texas Oil Company au Texas et en Californie. Il est ensuite retourné en Arabie saoudite en 1948 où il a commencé à travailler au sein bureau du ministère des Finances à Dammam de mai 1953 à décembre 1954. Il a servi comme interprète au début de sa carrière au ministère. En décembre 1954, Tariki est nommé directeur général des affaires pétrolières et minérales au sein du ministère des Finances et de l'Économie nationale,. Cela « faisait de lui le Saoudien le mieux placé dans l'industrie pétrolière » à l'époque.
Le travail de Tariki au sein de la direction consistait à analyser les statistiques de production pétrolière fournies par l'Arabian American Oil Company (Aramco), et les conclusions étaient ensuite présentés à la famille royale saoudienne. Dans le cadre de cette fonction, il fut le premier à dénoncer et à critiquer le comportement d'Aramco. En effet, il explique en 1952 que contrairement à ce qui était prévu dans l'accord de concession de 1950, Aramco ne versait que 22% de ses bénéfices à l'Etat saoudien. En effet, la société vendait le pétrole saoudien à ses maisons-mère (Texaco, Exxon, Socal et Mobil) à des prix considérablement réduits, leur permettant de réaliser d'énormes profits grâce à leurs divisions en aval de raffinage, de transport et de commercialisation. À travers un labyrinthe complexe de procédures comptables défaillantes, Aramco parvenait à dissimuler les véritables profits, qui étaient censés être partagés avec les Saoudiens. Tariki fut le représentant de l'Arabie saoudite lors du premier Congrès arabe du pétrole qui s'est tenu en avril 1959. Il déclara, à l'issue de ce congrès que « Le pétrole arabe appartient aux Arabes ».Il fut l'un des deux représentants du gouvernement saoudien au poste de directeur de l'Aramco en mai 1959, aux côtés de Hafiz Wahba. Ils furent les premiers responsables saoudiens à rejoindre l'entreprise.
Tariki a été l'un des premiers critiques d'Aramco, affirmant que les entreprises américaines devraient consulter davantage les responsables saoudiens lors de l'exploration, du pompage et de la vente du pétrole. Il était partisan du nassérisme, et du nationalisme arabe et il affirme en 1956 lors de la crise du canal de Suez son point de vue, selon lequel le pétrole arabe est une arme efficace contre les agressions occidentales, une position qu'il a fait valoir auprès d'Aramco. Sur sa suggestion, le roi Saoud a ordonné l'arrêt des livraisons de pétrole saoudien à la Grande-Bretagne et à la France. Grâce à cette initiative, il a acquis une position privilégiée dans le monde arabe. Dans la continuité de sa critique d'Aramco et des grosses entreprise pétrolières, Tariki a cherché à contracter avec d'autres compagnies pétrolières. c'est ainsi qu'en décembre 1957 il négocie un accord portant sur l'exploitation d'une concession maritime au sein de la zone neutre qui sépare le Koweït et l'Arabie Saoudite. Ces deux pays obtiennent 56% des gains contre seulement 44% pour la compagnie. Tariqi présente cet accord comme étant le « le meilleur accord du monde ».
Il a appelé à établir une monarchie constitutionnelle en Arabie saoudite et à la nationalisation du pétrole arabe,. Pour atteindre cet objectif, lui et le ministre vénézuélien des Mines Juan Pablo Perez Alfonso ont fortement soutenu la fondation de l'OPEP et en sont finalement devenus membres fondateurs en septembre 1960.
Le ministère du pétrole et des ressources minérales a été créé en décembre 1960 et Tariki fut le premier à être nommé ministre du pétrole,. Ses confidents au sein du gouvernement comprenaient le conseiller du roi Saoud, Abdulaziz Al Muammar, et le prince Mutaib bin Abdulaziz. Tariki a rejoint le camp du prince Talal bin Abdulaziz, le Mouvement des Princes Libres, en 1961, et ils ont accusé le prince héritier Fayçal, plus tard le roi Fayçal, de corruption. Tariki est devenu un puissant allié du mouvement. Il a affirmé, sur la base de preuves, que Kamal Adham, qui était le beau-frère du prince Fayçal, avait reçu 2 % des bénéfices de l'Arabian Oil Company, cofondée par l'Arabie saoudite et par le Japon.

### Disgrâce et renvoi de l'industrie saoudienne du pétrole
Tariki a été démis de ses fonctions par le prince Fayçal alors que ce dernier était chef d'État par intérim à la suite du conflit entre lui et le roi Saoud en mars 1962,. Plus précisément, le roi Saoud l'a démis de ses fonctions ainsi que quatre autres membres du cabinet après qu'ils ont publié la constitution qui avait été élaborée par les membres du mouvement des Princes Libres avec l'aide d'avocats égyptiens. Les Sept Sudairi, dirigés par le prince Fahd, ont été très influents dans cette campagne contre Tariki et d'autres. Selon le politologue Jeff Colgan, « le problème sous-jacent était son idéologie nationaliste, même si d'autres événements ont déclenché son renvoi. Sa vision nationaliste du secteur pétrolier était devenue embarrassante pour les Saoudiens qui cherchaient à consolider leurs relations avec les États-Unis. ». Les autres ministres du cabinet à qui il a été demandé de démissionner étaient Hasan Nasif, Abdallah Al Dabbagh, Ibrahim Al Suwayil et Nasir Al Manqur. Tariki a été remplacé par Ahmed Zaki Yamani au poste de ministre du pétrole, et Yamani a également limogé Tariki du conseil d'administration d'Aramco.

## Fin de vie
Après son limogeage, Tariki partit en exil. Il est dans un premier temps conseiller juridique au sein du ministère algérien de l'énergie en 1964. Il s'installe à Beyrouth en 1965,, où il avait fondé, avec l'expert pétrolier Nicholas Sarkis, en janvier 1963, une société de conseil pétrolier à Beyrouth. Tariki y a également lancé un journal, Arab Oil and Gas. Il fut également un rédacteur régulier au sein du quotidien libanais Al Anwar. L'un de ses articles dans Al Anwar était une lettre ouverte au shah d'Iran datée du 19 mai 1969. Il reste au Liban jusqu'en 1968, année où il retourne en Algérie pour devenir consultant au sein de la Sonatrach. À partir de cette période, Tariki a donné de nombreuses conférences au sein du monde arabe, notamment le 21 février 1971, au Nadi al-Istiqlal (le Club de l'Indépendance) au Koweït, une sur le thème des « Prix du pétrole », dont le contenu a été publié dans le numéro de mars du magazine de gauche al-Tali‘a (L'Avant-garde).
Mouammar Kadhafi a sollicité les conseils de Tariki sur la politique pétrolière nationale au lendemain de la révolution libyenne de 1969.
Tariki n'a pu se rendre en Arabie saoudite qu'après la mort du roi Fayçal en 1975. Plus tard, Tariki s'installe au Caire.

## Vie personnelle et mort
Lorsque Tariki fréquentait l'Université du Texas, il a épousé une Américaine. Ils ont ensuite divorcé en Arabie Saoudite. Tariki est décédé d'une crise cardiaque le 7 septembre 1997 au Caire à l'âge de 78 ans. Son corps a été transporté en Arabie saoudite pour y être enterré.

## Distinctions
- Ordre de Francisco de Miranda, 1960, Venezuela[34].